# 森一 (大阪府出身)
森 一（もり はじめ、1955年3月25日 - ）は、日本の俳優、演出家。劇団俳優座所属。
大阪府出身。桐朋学園芸術短期大学卒業。身長168cm、体重63kg。特技は英会話。

## 出演

### 舞台
- 三家清左衛門〜夕映えの人
- 石棺
- カラマーゾフの兄弟
- 沈黙
- 収容所から来た遺書
- 我らが祖国のために
- 不忠臣蔵
- 花粉熱
- ハムレット/マシーン
- PERFECT[2]

### 映画
- アカシアの町
- 円空　今に生きる
- 草刈り十字軍

### テレビ
- 捜査刑事・右近誠の殺人調書

### アフレコ
- アビス ※ビデオ版
- アンダー・ファイア
- E.T. ※BD・VHS版
- エア★アメリカ
- 刑事ニコ/法の死角（ポン引きのアレックス）※TBS版
- ゴーストバスターズ2 ※ビデオ版
- シー・オブ・ラブ ※ソフト版
- シティヒート ※フジテレビ版
- 死への逃避行（ミシェル）※テレビ東京版（BD収録）
- 人類月にたつ
- スター・ウォーズ エピソード5/帝国の逆襲 ※VHS・DVD・BD版
- 戦場のキックオフ
- デイズ・オブ・サンダー（ラス・ウィーラー（ケイリー・エルウィス））※ビデオ版
- ブリティッシュ・ベイクオフ3（ブレンダン）
- プレシディオの男たち ※フジテレビ版
- ミスエバーズボーイズ
- 揺りかごが落ちる
- ライトスタッフ
- レイダース/失われたアーク《聖櫃》 ※VHS・DVD版
- レッド・オクトーバーを追え! ※ビデオ版
- レリックハンター
- ロストワールド2

## 演出

### 舞台
- マクベスの悲劇
- 心の止まり